# Goldair
Die Goldair Group (griechisch Όμιλος Εταιρειών Goldair) ist eine griechische Unternehmensgruppe im Bereich Tourismus und Verkehr mit Sitz in Marousi.
Dimitrios Golemis gründete 1955 das Unternehmen mit der Eröffnung der griechischen Repräsentanz für die Fluggesellschaft Polskie Linie Lotnicze LOT. 
Heute (2020) sind 5000 Mitarbeiter in folgenden Geschäftsfeldern tätig:
- Goldair Airlines Services, Repräsentanz für Fluggesellschaften, das älteste Geschäftsfeld der Gruppe
- Goldair Cargo, Spedition, seit 1987
  - Hellas Logistics, Transport von Medikamenten und Lebensmittel, seit 2004
- MEDLOG (Mediterranean Logistics), Transport von Sportartikeln, seit 2009
- Rail Cargo Logistics Goldair in Aspropyrgos, Schienengüterverkehr, Gemeinschaftsunternehmen mit der Rail Cargo Group, seit 2014, bekam 2016 die erste private Bahnlizenz für den Gütertransport[1]
- Goldair Handling, Abfertigungsdienste auf 33 Flughäfen in 5 europäischen Ländern, seit 1992
  - Goldair AAS Assistance, Service für mobilitätseingeschränkte Fluggäste auf dem Flughafen Zürich, Gemeinschaftsunternehmen mit der Schweizer Airline Assistance Switzerland
- Brinks Aviation Security Services, griechischer Partner der Brink’s Hellas Group
- GoldLED, Händler von Leuchten und Lampen, seit 2013[2]